# Richard Bélisle
Pour l’article homonyme, voir Bélisle.
Richard Bélisle (né le 20 juillet 1946) est un conseiller en réadaptation, directeur de santé et sécurité au travail et homme politique fédéral du Québec.

## Biographie
Né à Montréal, il entame sa carrière politique en devenant échevin dans le conseil municipal de Saint-Lambert de 1982 à 1993. Il avait précédemment été commissaire dans le conseil scolaire de Saint-Exupéry de 1981 à 1984.
Élu député du Bloc québécois dans la circonscription fédérale de La Prairie en 1993, il est défait par la libérale Yolande Thibeault dans la nouvelle circonscription de Saint-Lambert en 1997. Candidat de l'Alliance canadienne, il est à nouveau défait dans Brossard—La Prairie par le libéral Jacques Saada en 2000. En 2004, il est candidat du Parti conservateur du Canada défait dans Longueuil par la bloquiste Caroline St-Hilaire.
En 2007, M. Bélisle est nommé membre et vice-président du conseil de direction de l'Administration de Pilotage des Grands Lacs.
Lors des élections québécoises de 2008, il est candidat du Parti libéral du Québec dans la circonscription longueuilloise de Taillon, mais défait par la péquiste Marie Malavoy.
Richard Bélisle porte à nouveau les couleurs du Parti conservateur dans Longueuil-Pierre-Boucher en 2011.
En 2011, Richard Bélisle de Longueuil, Québec, est nommé comme membre à temps partiel à la Commission des libérations conditionnelles du Canada.